# Baltazar Maria de Morais Júnior
Baltazar Maria de Morais Júnior, detto Baltazar (Goiânia, 17 luglio 1959), è un ex calciatore brasiliano, di ruolo attaccante, Pichichi della Liga nel 1988-1989.

## Caratteristiche tecniche
Giocava come attaccante, e diventò piuttosto celebre grazie alle sue abilità realizzative, che gli permisero di diventare capocannoniere del campionato in cui militava per sei volte, cinque in Brasile e una in Spagna.

## Carriera

### Club
Iniziò la carriera da professionista nel 1978, giocando nell'Atlético-GO. Diventò subito capocannoniere del Campeonato Goiano; l'anno seguente si trasferì al Grêmio, dove vinse i suoi primi trofei, con la vittoria nel Campeonato Gaúcho del 1979 e del 1980. Continuò inoltre a segnare molto, diventando capocannoniere del Campeonato Gaúcho per due anni consecutivi, nel 1980 e nel 1981.
Nel 1981 fu uno degli elementi principali per la conquista del campionato brasiliano di calcio. Il Grêmio vinse in finale contro San Paolo, al Morumbi, con un gol di Baltazar. L'anno dopo giunse al secondo posto, perdendo la finale contro il Flamengo.
Nel 1982 passò al Palmeiras, club dove si mise poco in evidenza. Nel 1983 si trasferì al Flamengo, dove vinse nuovamente il campionato brasiliano. Con il Flamengo fu anche capocannoniere del Campeonato Carioca del 1984, nel quale la sua squadra giunse al secondo posto.
Dopo aver giocato nel Palmeiras e nel Botafogo, nel 1985 approdò in Europa, trasferendosi al Celta de Vigo, squadra della Primera División spagnola. Il suo debutto in Spagna fu però sfortunato, in quanto il suo club finì all'ultimo posto e Baltazar segnò solo sei reti.
La stagione successiva, disputata in Segunda División, fu quella della sua affermazione, dato che contribuì molto alla promozione del Celta in Primera División. Si aggiudicò il Trofeo Pichichi della Segunda División con 34 gol, battendo un record che resisteva dal 1969.
L'estate del 1988 si trasferì Atlético Madrid. Nella sua prima stagione con i Colchoneros, quella del 1988/89, fu nuovamente Pichichi, stavolta in Primera División con 35 reti, arrivando a un passo dalla Scarpa d'Oro, divenendo il terzo miglior marcatore d'Europa in quell'anno. Questa prestazione gli fece guadagnare la convocazione in Nazionale brasiliana.
Dopo questi risultati la carriera di Baltazar, alla soglia dei trent'anni, entrò nella fase calante. Con l'arrivo di Javier Clemente sulla panchina dell'Atlético de Madrid, la stagione 1989/90, perse il posto da titolare. Nonostante questo, riuscì a segnare 18 reti, diventando il terzo maggior realizzatore della stagione.
Nell'ottobre 1990, a stagione iniziata, l'Atlético de Madrid acquistò il tedesco Bernd Schuster e decise di fare a meno di Baltazar, visto che il regolamento non permetteva di avere più di tre giocatori non spagnoli in rosa. Baltazar lasciò quindi l'Atlético per accasarsi al Porto, dove giocò 18 partite segnando due reti.
Nell'estate del 1991 passò al Rennes, dove rimase per due stagioni. Nel 1993, a 34 anni, tornò alla sua città natale accettando l'offerta del Goiás, con l'intenzione di concludere qui la carriera. Però, nel 1995 riceve l'offerta del Kyoto Purple Sanga, squadra della J League giapponese, dove rimase fino al 1996.

### Dopo il ritiro
Dopo il ritiro, ha svolto l'attività di commentatore in radio e televisione nello Stato di Goiás. Il suo nome è legato anche al movimento degli Atleti di Cristo visto che ne fu un padre fondatore , a causa del quale fu soprannominato Artilheiro de Deus (cannoniere di Dio).

### Nazionale
Giocò nelle giovanili del Brasile, partecipando al campionato mondiale di calcio Under-20 1977.
Debuttò in Nazionale maggiore il 2 aprile 1980; fu convocato per la Copa América 1989, ma giocò da riserva, chiuso dalla coppia Bebeto-Romário. Nella competizione giocò tre partite e segnò una volta.

## Statistiche

### Presenze e reti nei club
Statistiche aggiornate al termine della carriera.
| Stagione                  | Squadra                   | Campionato                | Campionato | Campionato | Coppe nazionali | Coppe nazionali | Coppe nazionali | Coppe continentali | Coppe continentali | Coppe continentali | Altre coppe | Altre coppe | Altre coppe | Totale | Totale |
| Stagione                  | Squadra                   | Comp                      | Pres       | Reti       | Comp            | Pres            | Reti            | Comp               | Pres               | Reti               | Comp        | Pres        | Reti        | Pres   | Reti   |
| ------------------------- | ------------------------- | ------------------------- | ---------- | ---------- | --------------- | --------------- | --------------- | ------------------ | ------------------ | ------------------ | ----------- | ----------- | ----------- | ------ | ------ |
| 1977                      | Atl. Goianiense           | PD/GO                     | 1+         | 2          | -               | -               | -               | -                  | -                  | -                  | -           | -           | -           | 1+     | 2      |
| 1978                      | Atl. Goianiense           | PD/GO                     | 13+        | 19         | -               | -               | -               | -                  | -                  | -                  | -           | -           | -           | 13+    | 19     |
| Totale Atl. Goianiense    | Totale Atl. Goianiense    | Totale Atl. Goianiense    | 14+        | 21         |                 | -               | -               |                    | -                  | -                  |             | -           | -           | 14+    | 21     |
| 1979                      | Grêmio                    | PD/RS+A                   | 29+16      | 19+10      | -               | -               | -               | -                  | -                  | -                  | -           | -           | -           | 45     | 29     |
| 1980                      | Grêmio                    | PD/RS+A                   | 40+18      | 28+14      | -               | -               | -               | -                  | -                  | -                  | -           | -           | -           | 58     | 42     |
| 1981                      | Grêmio                    | PD/RS+A                   | 33+20      | 21+10      | -               | -               | -               | -                  | -                  | -                  | -           | -           | -           | 53     | 31     |
| gen.-lug. 1982            | Grêmio                    | A                         | 23         | 12         | -               | -               | -               | -                  | -                  | -                  | TC          | 3           | 0           | 26     | 12     |
| Totale Gremio             | Totale Gremio             | Totale Gremio             | 102+77     | 68+46      |                 | -               | -               |                    | -                  | -                  |             | 3           | 0           | 182    | 114    |
| ago.-dic. 1982            | Palmeiras                 | PD/RS                     | 28         | 14         | -               | -               | -               | -                  | -                  | -                  | -           | -           | -           | 28     | 14     |
| gen.-ago. 1983            | Flamengo                  | A/RJ+A                    | 8+26       | 5+13       | -               | -               | -               | CL                 | 6                  | 3                  | -           | -           | -           | 40     | 21     |
| set.-dic. 1983            | Palmeiras                 | PD/RS                     | 17         | 6          | -               | -               | -               | -                  | -                  | -                  | -           | -           | -           | 17     | 6      |
| gen.-ago. 1984            | Palmeiras                 | A                         | 11         | 2          | -               | -               | -               | -                  | -                  | -                  | THN         | 7           | 1           | 18     | 3      |
| Totale Palmeiras          | Totale Palmeiras          | Totale Palmeiras          | 45+11      | 20+2       |                 | -               | -               |                    | -                  | -                  |             | 7           | 1           | 63     | 23     |
| set.-dic. 1984            | Botafogo                  | A/RJ                      | 22         | 12         | -               | -               | -               | -                  | -                  | -                  | -           | -           | -           | 22     | 12     |
| gen.-giu. 1985            | Botafogo                  | A                         | 18         | 1          | -               | -               | -               | -                  | -                  | -                  | -           | -           | -           | 18     | 1      |
| Totale Botafogo           | Totale Botafogo           | Totale Botafogo           | 22+18      | 12+1       |                 | -               | -               |                    | -                  | -                  |             | -           | -           | 40     | 13     |
| 1985-1986                 | Celta Vigo                | PD                        | 32         | 6          | CR+CdL          | 8+2             | 5+1             | -                  | -                  | -                  | -           | -           | -           | 42     | 12     |
| 1986-1987                 | Celta Vigo                | PD                        | 44         | 34         | CR              | 3               | 3               | -                  | -                  | -                  | -           | -           | -           | 47     | 37     |
| 1987-1988                 | Celta Vigo                | PD                        | 16         | 7          | CR              | 5               | 6               | -                  | -                  | -                  | -           | -           | -           | 21     | 13     |
| Totale Celta Vigo         | Totale Celta Vigo         | Totale Celta Vigo         | 92         | 47         |                 | 18              | 15              |                    | -                  | -                  |             | -           | -           | 110    | 62     |
| 1988-1989                 | Atlético Madrid           | PD                        | 36         | 35         | CR              | 8               | 6               | CU                 | 2                  | 1                  | -           | -           | -           | 46     | 42     |
| 1989-1990                 | Atlético Madrid           | PD                        | 38         | 18         | CR              | 2               | 0               | CU                 | 2                  | 1                  | -           | -           | -           | 46     | 42     |
| lug.-nov. 1990            | Atlético Madrid           | PD                        | 3          | 0          | CR              | 0               | 0               | CU                 | 2                  | 0                  | -           | -           | -           | 5      | 0      |
| Totale Atletico Madrid    | Totale Atletico Madrid    | Totale Atletico Madrid    | 77         | 53         |                 | 10              | 6               |                    | 6                  | 2                  |             | -           | -           | 93     | 61     |
| nov. 1990-1991            | Porto                     | PD                        | 19         | 2          | CP              | 4               | 0               | CC                 | -                  | -                  | -           | -           | -           | 23     | 3      |
| 1991-1992                 | Rennes                    | D1                        | 31+1       | 6+0        | CF              | 2               | 0               | -                  | -                  | -                  | -           | -           | -           | 34     | 6      |
| 1993                      | Goiás                     | PD/GO                     | 2+         | 9          | -               | -               | -               | -                  | -                  | -                  | -           | -           | -           | 2+     | 9      |
| 1994                      | Goiás                     | PD/GO+B                   | 2+ + 7+    | 3+7        | -               | -               | -               | -                  | -                  | -                  | -           | -           | -           | 9+     | 10     |
| Totale Goiás              | Totale Goiás              | Totale Goiás              | 4+ + 7+    | 12+7       |                 | -               | -               |                    | -                  | -                  |             | -           | -           | 11+    | 19     |
| 1995                      | Kyoto Purple Sanga        | J2                        | 27         | 28         | -               | -               | -               | -                  | -                  | -                  | -           | -           | -           | 27     | 28     |
| 1996                      | Kyoto Purple Sanga        | J1                        | 3          | 0          | -               | -               | -               | -                  | -                  | -                  | -           | -           | -           | 3      | 0      |
| Totale Kyoto Purple Sanga | Totale Kyoto Purple Sanga | Totale Kyoto Purple Sanga | 31         | 28         |                 | -               | -               |                    | -                  | -                  |             | -           | -           | 31     | 28     |
| Totale carriera           | Totale carriera           | Totale carriera           | 585+       | 343        |                 | 34              | 21              |                    | 12                 | 5                  |             | 10          | 1           | 641+   | 370    |

## Palmarès

### Club

#### Competizioni statali
- Campeonato Gaúcho: 2

Grêmio: 1979, 1980
- Campeonato Goiano: 1

Goiás: 1994

#### Competizioni nazionali
- Campionato brasiliano: 2

Grêmio: 1981
Flamengo: 1983

### Nazionale
- Coppa America: 1

Brasile 1989

### Individuale
- Bola de Prata: 1

1980
- Capocannoniere del Campionato Goiano: 2

1978 (31 gol), 1994 (25 gol)
- Capocannoniere del Campionato Gaúcho: 2

1980 (28 gol), 1981 (21 gol)
- Capocannoniere del Campionato Carioca: 1

1984 (12 gol)
- Capocannoniere della Segunda División spagnola: 1

1986-1987 (34 gol)
- Capocannoniere della Primera División spagnola: 1

1988-1989 (35 gol)
- Capocannoniere del Campeonato Brasileiro Série B: 1

1994 (11 gol)